# 伊斯特蓋特 (內華達州)
伊斯特蓋特（英語：Eastgate）是位於美國內華達州邱吉爾縣的非建制地區。

## 地理
伊斯特蓋特所處的海拔為高於海平面1553米（即5095英呎），而該地所採用的時區為UTC-8，即太平洋时区（PST）。同時該地設有夏令時間，為UTC-8調快一小時，即UTC-7（PDT）。